# Vieux-Mesnil
Vieux-Mesnil ist eine französische Gemeinde im Département Nord in der Region Hauts-de-France. Sie gehört zum Kanton Aulnoye-Aymeries im Arrondissement Avesnes-sur-Helpe.

## Lage
Die Gemeinde Vieux-Mesnil liegt im Regionalen Naturpark Avesnois, zehn Kilometer westsüdwestlich der Innenstadt von Maubeuge im Einzugsbereich der Sambre. Sie grenzt im Nordosten an Feignies und Neuf-Mesnil (Berührungspunkt), im Osten an Hautmont, im Südosten in Boussières-sur-Sambre, im Süden an Pont-sur-Sambre, im Westen an Hargnies und im Nordwesten an La Longueville.

## Bevölkerungsentwicklung
| Jahr                       | 1962 | 1968 | 1975 | 1982 | 1990 | 1999 | 2009 | 2021 |
| Einwohner                  | 382  | 402  | 384  | 407  | 437  | 500  | 577  | 637  |
| Quellen: Cassini und INSEE |      |      |      |      |      |      |      |      |

## Sehenswürdigkeiten

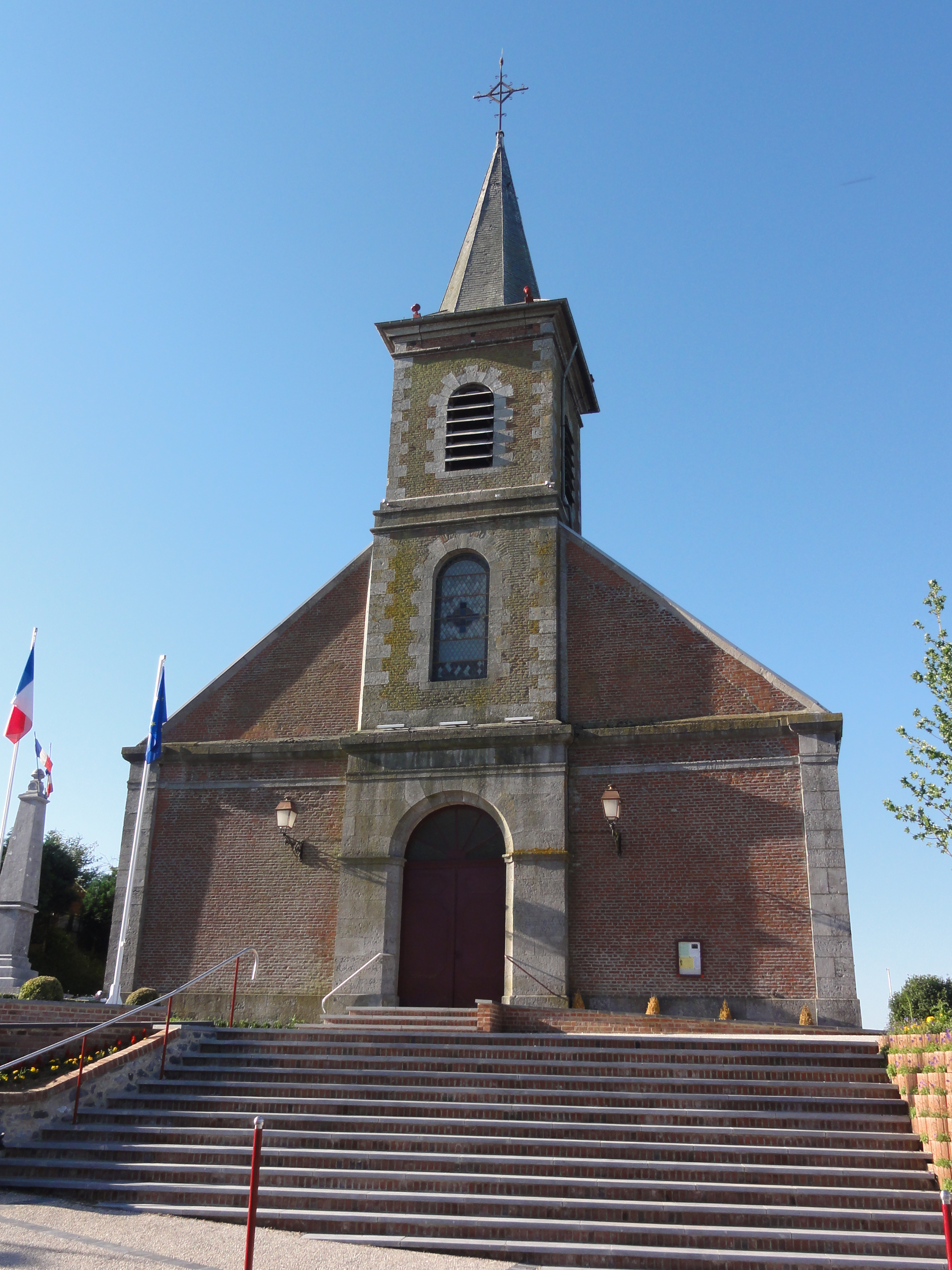
Kirche Saint-Martin
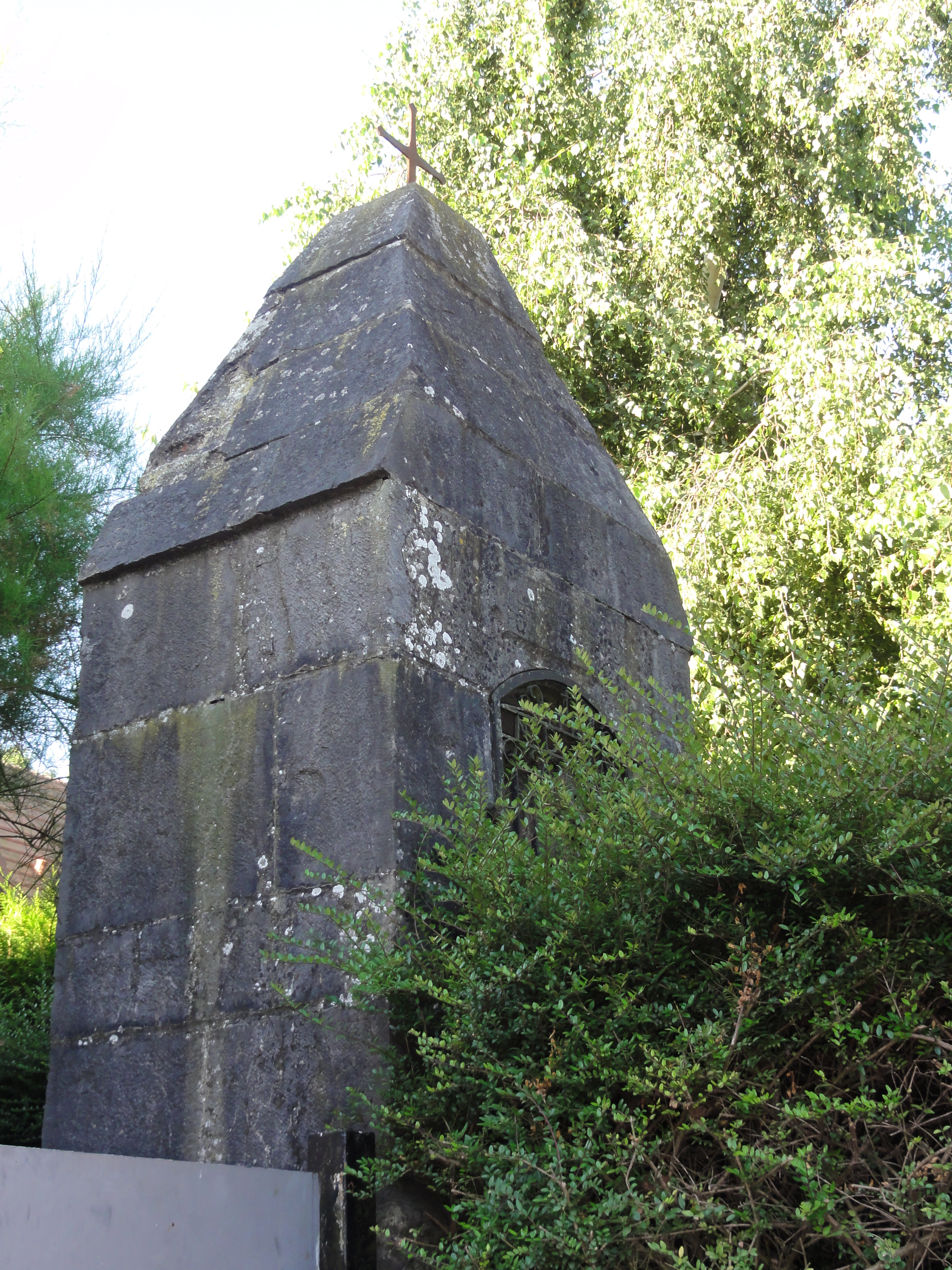
„Grüne“ Kapelle
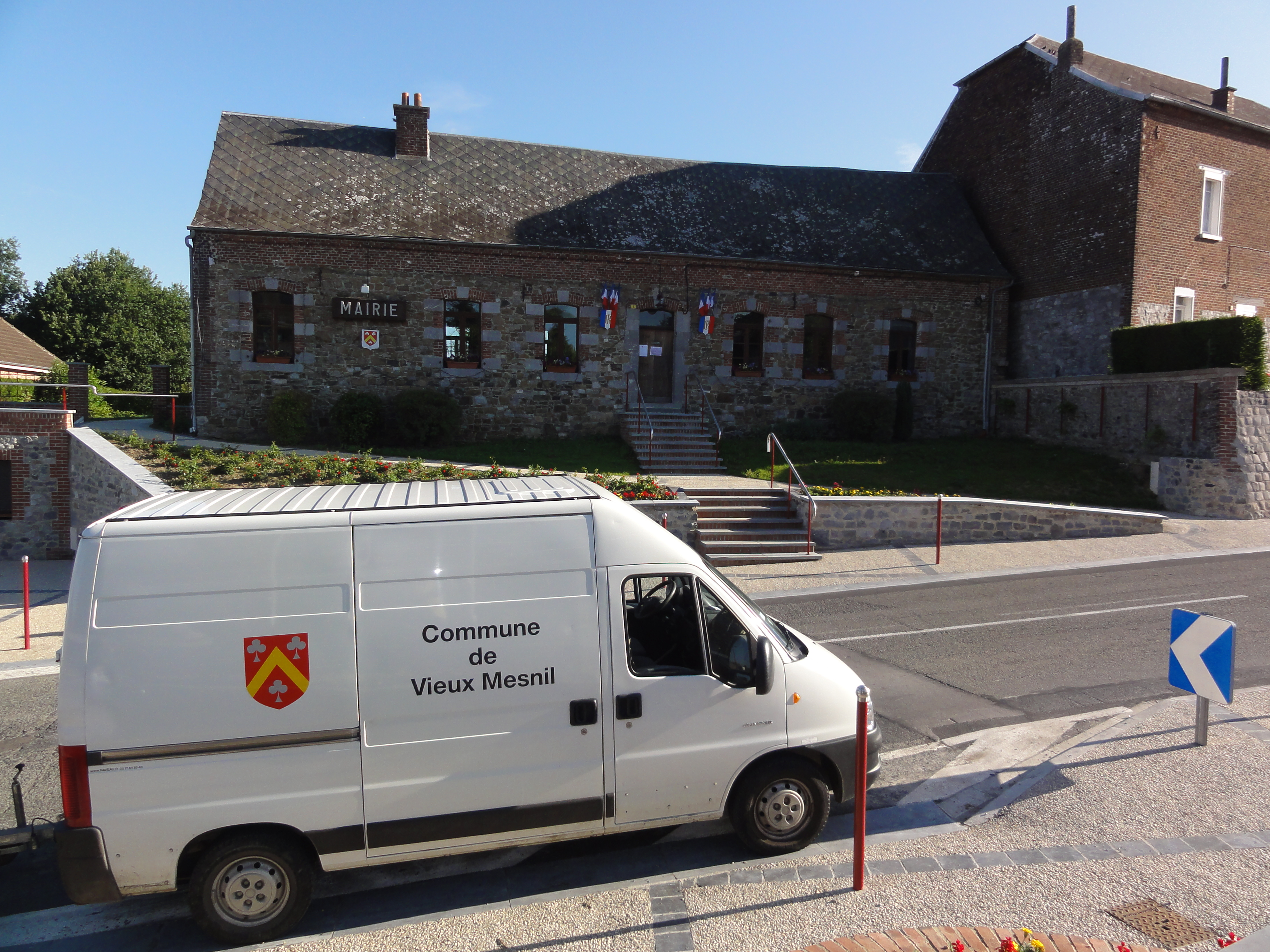
Rathaus (mairie)
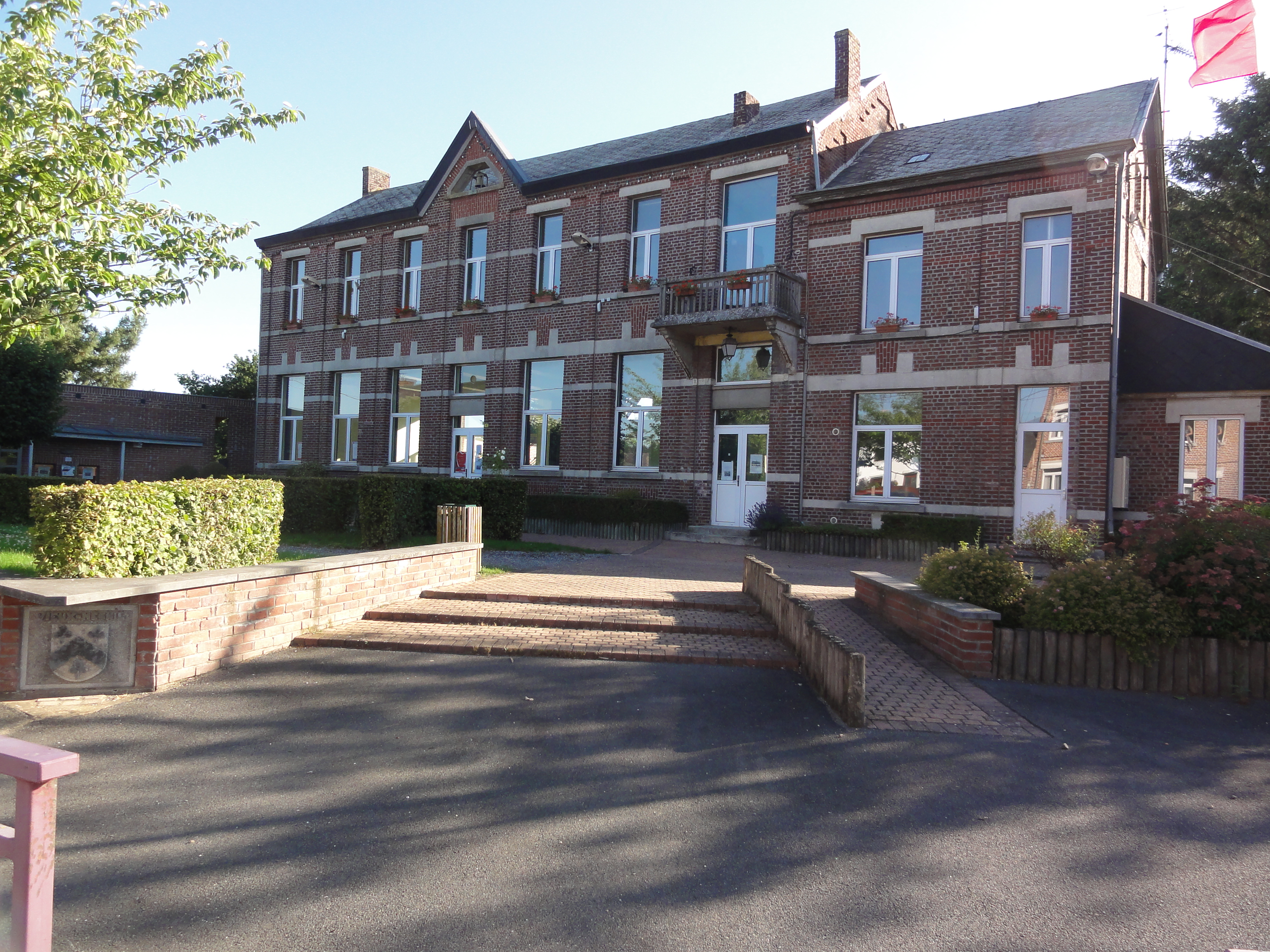
Schule
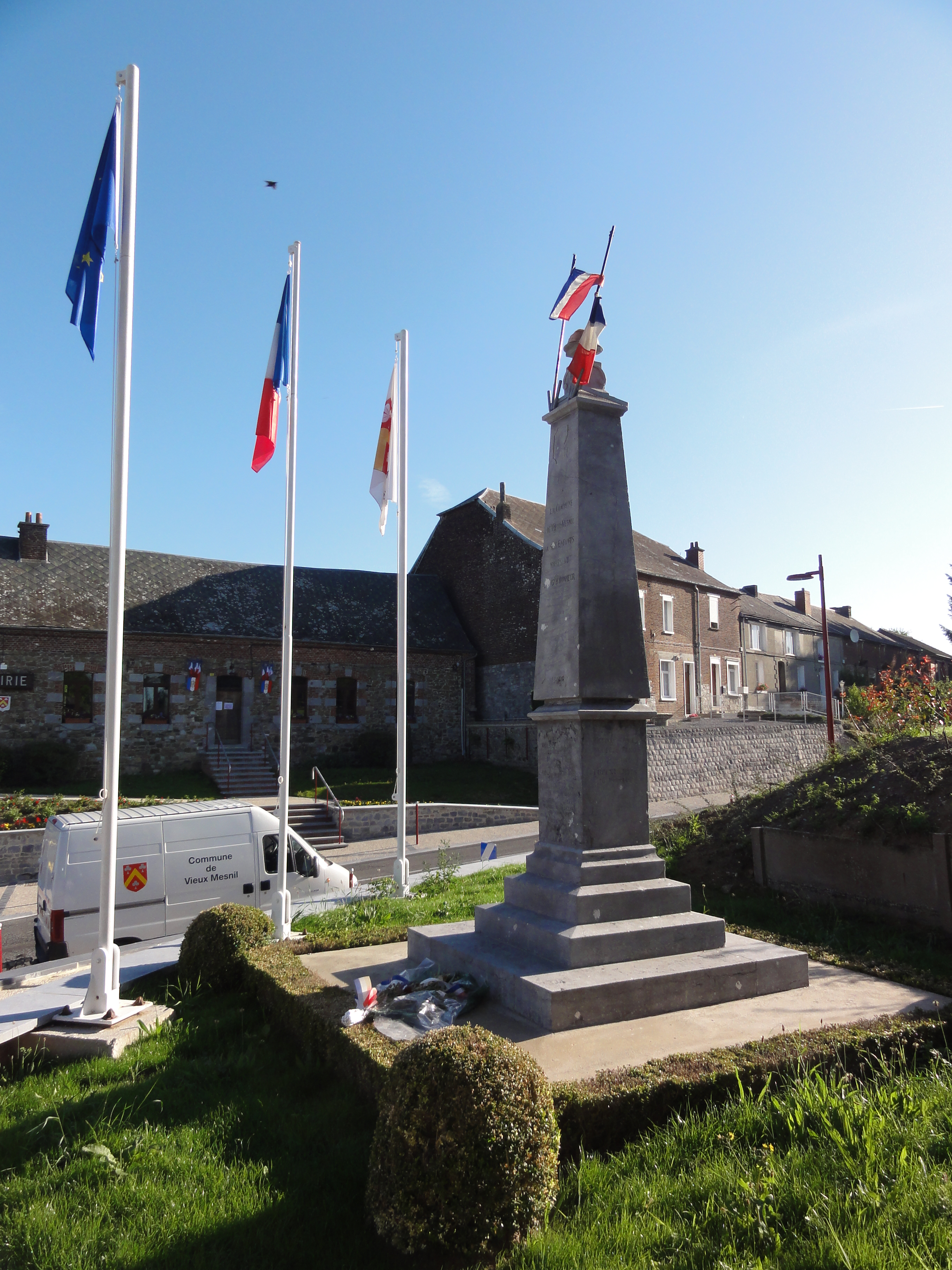
Gefallenendenkmal

- Kirche Saint-Martin
- „Grüne“ Kapelle
- Rathaus (mairie)
- Schule
- Gefallenendenkmal